# 49-я общевойсковая армия
49-я общевойсковая армия — оперативное объединение (общевойсковая армия) в составе РККА и СВ России.
После 2010 года — оперативное объединение в составе Южного военного округа Сухопутных войск Вооружённых сил Российской Федерации.
Сокращённое наименование — 49 ОА

## История

Нарукавный знак 49-й общевойсковой армии

### Великая Отечественная война
49-я армия была сформирована 7 августа 1941 года на основании директивы Ставки ВГК от 6 августа 1941 года в составе Резервного фронта на базе 35-го стрелкового корпуса и до 12 августа называлась 35-й армией. В состав армии вошли 194-я горнострелковая, 220-я, 248-я, 298-я стрелковые дивизии, 4-я дивизия народного ополчения, 396-й корпусной артиллерийский полк и другие части.
К 17 августа 1941 года армия была дислоцирована в районе города Дорогобуж с целью оборудования резервного оборонительного рубеж в тылу Западного фронта.
1 октября 49-я армия была выведена из состава Резервного фронта с непосредственным подчинением Ставке ВГК и наименованием «49-я резервная армия», но уже 7 октября армия была вновь включена в состав Резервного фронта с прежним наименованием.

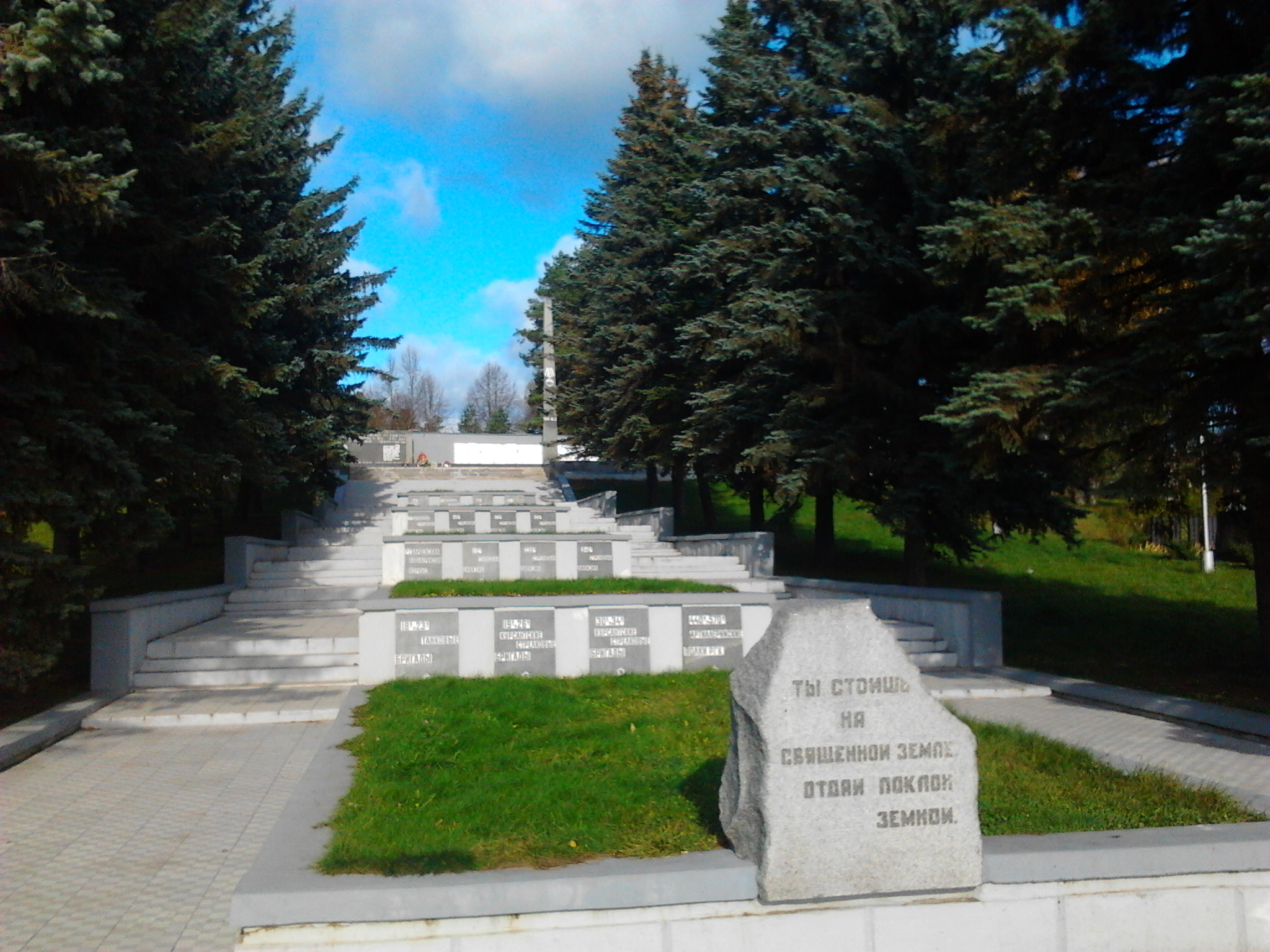
Мемориал в честь воинов 49-й армии в г. Кремёнки

13 октября 1941 г. 49-я армия вошла в состав Западного фронта и совершила перегруппировку в район Калуги на Можайскую линию обороны. Боевое крещение бойцы получили в ходе Можайско-Малоярославецкой оборонительной операции (10-30 октября), сумев остановить наступление противника на рубеже западнее Серпухова. Затем участвовала в контрнаступлении под Москвой, освобождала Юхнов, Смоленск, Ельню. С передачей полосы обороны 32-й армии 49-я армия была передислоцирована в район Калуги на Можайскую линию обороны.
13—15 октября разрыв между 43-й и 49-й армиями прикрывала 9-я танковая бригада, действуя преимущественно вдоль Калужской дороги в районе Башмаковки.
23 октября 1941 года войска 49-й армии Западного фронта остановили наступление противника на подступах к Серпухову, у Тарусы и Алексина.
49-я армия начала свои боевые действия в ходе Можайско-Малоярославецкой оборонительной операции. В период с 14 по 20 ноября соединения армии сумели ослабить части наступающего 13-го армейского корпуса противника и к началу декабря полностью остановили его продвижение на рубеже западнее Серпухова — Суходол (20 километров юго-восточнее города Алексина).

Мемориальная доска, посвящённая действиям 49-й армии в ходе Московской битвы

В ходе контрнаступления под Москвой армия приняла участие в Тульской и Калужской операциях.
В ходе Ржевско-Вяземской операции 1942 года армия 5 марта освободила город Юхнов и к 20 апреля вышла на рубеж рек Угра и Ресса (западнее г. Юхнов). Этот рубеж в ожесточённых боях армия удерживала целый год, — вплоть до марта 1943 года, когда армия приняла участие в Ржевско-Вяземской наступательной операции (1943).
В ходе Смоленской операции армия наступала в направлении на Спас-Деменск, Стодолище, Хиславичи. Во взаимодействии с 33-й армией 13 августа освободила Спас-Деменск.
К 20 августа армия вышла на рубеж Церковщина — Зимцы. Возобновив 28 августа наступление, армия преодолела леса южнее Ельни, форсировала реки Десна и Сож, 28 сентября освободила Мстиславль и к началу октября вышла к реке Проня в районе Дрибина (35 км севернее Чаусы), где перешла к обороне.
С 24 апреля 1944 года 49-я армия вела боевые действия в составе 2-го Белорусского фронта. Летом приняла участие в операции «Багратион». В ходе Могилёвской операции армия прорвала оборону противника, форсировали реки Бася, Реста и Днепр и во взаимодействии с 50-й армией 28 июня освободила Могилёв. Вскоре армия приняла участие Минской операции. Форсировала р. Днепр, освобождала белорусские города Мстиславль, Могилёв, Минск, Гродно и польские: Ломжа, Черск, Данциг.
Во второй половине июля 1944 года армия была передислоцирована в район юго-западнее города Новогрудок. В ходе Белостокской операции, наряду с другими армиями, 49-я армия прорвала оборону противника на рубеже Гродно — Свислочь. 24 июля освободила польский город Соколка и к исходу 27 июля вышла в район севернее и западнее этого города.
В ходе Ломжа-Ружанской наступательной операции 15 сентября армия вышла к реке Нарев в районе города Ломжа, где перешла к обороне.
В январе 1945 года 49-я армия приняла участие в Восточно-Прусской, в феврале—марте — в Восточно-Померанской операциях, в ходе последней 21 февраля армия освободила город Черск, 8 марта — город Берент (Косьцежина), а 30 марта, во взаимодействии со 2-й ударной, 65-й и 70-й армиями, овладела городом и крепостью Данциг (Гданьск).
Боевой путь 49-я армия завершила в ходе Берлинской наступательной операции, когда армия вела наступление в составе главной ударной группы фронта на её левом фланге. К концу операции армия вышла на Эльбу в районе Людвигслюста, где встретилась со 2-й британской армией.

### После войны
После окончания войны подчинённые 49-й армии:
- 70-й стрелковый корпус (139-я стрелковая Рославльская Краснознамённая ордена Суворова дивизия, 238-я стрелковая Карачевская Краснознамённая орденов Суворова и Кутузова дивизия, 385-я стрелковая Кричевская Краснознамённая ордена Суворова дивизия.)
- 121-й стрелковый корпус (42-я стрелковая Смоленская Краснознамённая дивизия, 199-я стрелковая Смоленская Краснознамённая орденов Суворова и Кутузова дивизия, 380-я стрелковая Орловская Краснознамённая орденов Суворова и Кутузова дивизия),
- 49-я зенитная артиллерийская Смоленская Краснознамённая ордена Суворова дивизия резерва Верховного Главнокомандования[источник не указан 1906 дней],
- 94-й отдельный Осовецкий[5] Краснознаменный[6] полк связи[7]

С Ленинградского фронта в последние месяцы войны в состав 49-й армии прибыли:
- 191-я стрелковая Новгородская Краснознамённая дивизия
- 200-я стрелковая Двинская Краснознамённая дивизия
- 330-я стрелковая дивизия
- 30-я отдельная гвардейская тяжёлая танковая Выборгская Краснознамённая ордена Суворова бригада.

Управлению 49-й армии в связи с расформированием 14-го стрелкового корпуса на основании Директивы Ставки Верховного Главнокомандования № 11097 от 29 мая 1945 года переведены в состав образованной 10 июня 1945 года Группы Советских оккупационных войск в Германии:
- 158-я стрелковая дивизия
- 346-я стрелковая дивизия

В июле — августе 1945 года 49-армия (подчинённый состав неизвестен) была передислоцирована в Горьковскую область, где в августе была расформирована. Полевое управление армии было обращено на формирование управления Горьковского военного округа.
В мае 1992 года из 12-го армейского корпуса СКВО была вновь сформирована 49-я армия, без сохранения преемственности к 12-му корпусу, ведущего историю от 12-го стрелкового корпуса РККА. 49-я армия выполняла учебно-боевые задачи в составе Северо-Кавказского военного округа — её штаб дислоцировался в Краснодаре. В 1994 году 49-я армия была преобразована в 67-й армейский корпус СКВО.
Нынешнее формирование 49-й общевойсковой армии — третье. Во исполнение указа Президента Российской Федерации от 6 июля 2010 г., директив Министра обороны РФ и начальника Генерального штаба Вооружённых Сил «О реорганизации Северо-Кавказского военного округа в Южный военный округ» от 19 июля 2010 г., были проведены организационные мероприятия по формированию 49-й общевойсковой армии, которая вошла в состав Южного военного округа.

## Военно-воздушные силы 49-й армии в годы ВОВ
Управление ВВС 49-й армии сформировано 29 января 1942 г. на базе 146-й авиационной дивизии. В мае 1942 г. на базе Управления ВВС 49-й армии сформирована 204-я смешанная авиационная дивизия.
Дальнейшую авиационную поддержку армии осуществлял 510-й смешанный авиационный полк

## Участие в операциях и битвах
- Можайско-Малоярославецкая операция — с 10 октября 1941 года по 30 октября 1941 года.
- Тульская оборонительная операция — с 6 декабря 1941 года по 16 декабря 1941 года.
- Калужская операция — с 17 декабря 1941 года по 5 января 1941 года.
- Ржевско-Вяземская операция — с 8 января 1942 года по 20 апреля 1942 года.
- Смоленская наступательная операция
- Белорусская операция («Операция Багратион»)
- Могилёвская операция
- Восточно-Прусская операция
- Восточно-Померанская операция
- Берлинская наступательная операция
- Вторжение России на Украину[11] — с 24 февраля 2022 года по настоящее время.

## Состав

### 2024 год
- Управление, в/ч 35181 (Ставрополь)
- 205-я отдельная гвардейская мотострелковая казачья бригада, в/ч 74814 (г. Будённовск)
- 34-я отдельная гвардейская мотострелковая бригада (горная), в/ч 01485 (ст. Сторожевая-2)
- 7-я Краснодарская Краснознамённая орденов Жукова, Кутузова и Красной Звезды военная база в/ч 09332 (Гудаута)
- 227-я гвардейская артиллерийская бригада, в/ч 13714 (п. Краснооктябрьский, Майкоп)
- 1-я гвардейская ракетная Оршанская орденов Суворова, Кутузова и Жукова бригада, в/ч 31853 (г. Горячий Ключ (Молькино))
- 90-я зенитная ракетная бригада, в/ч 54821 (пгт Афипский)
- 66-я Одесская Краснознамённая, ордена Александра Невского бригада управления[~ 1], в/ч 41600 (г. Ставрополь)
- 32-й инженерно-сапёрный полк, в/ч 23094 (пгт Афипский)
- 17-й полк радиационной, химической и биологической защиты, в/ч 32751 (г. Майкоп)[12]
- 217-й отдельный радиобатальон ОсНаз, в/ч 87530 (г. Ставрополь);
- 689-й командно-разведывательный центр, в/ч 87528 (г. Ставрополь);
- 19-я отдельная рота специального назначения, в/ч 82760 (г. Ставрополь);
- 228-й командный пункт ПВО (г. Ставрополь);
- 107-я топографическая часть, в/ч 35182-Т (г. Ставрополь).

## Командование

### Командующие армией
- генерал-лейтенант, генерал-полковник Захаркин, Иван Григорьевич (август 1941 г. — июнь 1943 г.);
- генерал-лейтенант, генерал-полковник Гришин, Иван Тихонович (3 июня 1943 г. — 9 июля 1945 г.);
- генерал-лейтенант Дзенит, Ян Петрович (июль — август 1945 г., врид);
- Кураленко, Сергей Васильевич, генерал-майор[13] (09.01.2011 — 20.05.2012);
- Астапов, Виктор Борисович генерал-лейтенант[14] (С мая 2012 по май 2013 года);
- Севрюков, Сергей Михайлович, генерал-лейтенант[15] (09.01.2014 — 07.2019);
- Зусько, Михаил Степанович, генерал-майор (07.2019 — 08.2020);
- Резанцев, Яков Владимирович генерал-лейтенант (август 2020 — 2023)
- Кособоков, Михаил Евгеньевич генерал-майор, с 8.11.2023 генерал-лейтенант (2023 — н. вр.)[16]

### Заместители командующего армией
- генерал-лейтенант Дзенит, Ян Петрович (июнь 1944 г. — август 1945 г.)
- генерал-майор Цоков, Олег Юрьевич (2018—2019)

### Начальники штаба
- полковник Верхолович, Павел Михайлович (август 1941 г. — май 1942 г.);
- генерал-майор Коротков, Геннадий Петрович (май — июнь 1942 г.);
- генерал-майор Пастушихин, Николай Васильевич (июнь 1942 г. — июнь 1944 г.);
- генерал-майор Киносян, Степан Ильич (июнь 1944 г. — до конца войны).
- генерал-майор Астапов, Виктор Борисович (январь 2011 — май 2012)

### Члены военного совета
- бригадный комиссар, генерал-майор, Литвинов, Андрей Иванович (август 1941 г. — апрель 1942 г.);
- бригадный комиссар, генерал-майор, генерал-лейтенант Сычёв, Василий Андреевич (апрель 1942 г. — до конца войны).
- Иванов С. А., с 28 января 1943 года[17]

### Командующий ВВС армии
- полковник Леонид Григорьевич Кулдин (29.01.1942 — 05.1942)

#### Начальник штаба ВВС армии
- Дземешкевич Адам Станиславович

### Начальник артиллерии армии
- полковник Гуковский, Емельян Исаевич (декабрь 1941 — февраль 1942)
- генерал-майор Лебедев, Владимир Геннадиевич
- генерал-майор Разинцев, Иван Акимович

### Начальник инженерных войск армии
- полковник, генерал-майор, Благославов, Борис Васильевич (февраль 1942 г. — сентябрь 1943 г.)

### Начальник войск связи армии
- генерал-майор Новарчук, Давид Григорьевич

## Отличившиеся воины
За мужество, отвагу и боевое мастерство, проявленные личным составом армии в сражениях и боях с немецко-фашистскими войсками, десятки тысяч её воинов награждены орденами и медалями, а 41 из них присвоено звание Героя Советского Союза. Многие соединения и части удостоены почётных наименований и награждены орденами.